# Paul Chautard
Pour les articles homonymes, voir Chautard.
Paul Chautard est un homme politique français né le 6 mai 1862 à Paris (15e arrondissement) et décédé le 18 juin 1933 à Paris (7e arrondissement).
Médecin, docteur ès sciences en 1888, il est chef de laboratoire à la faculté de médecine puis professeur de chimie à l'école centrale des arts et manufactures. Adjoint au maire du 15e arrondissement de Paris de 1892 à 1899, il est conseiller municipal de Paris en 1900 et président du conseil municipal en 1906-1907. Il est député de la Seine de 1906 à 1910, inscrit au groupe radical-socialiste.
Il est l'un des membres d'honneur de la Société Nationale des Beaux Arts en 1913.